# Strange Evidence (film 1933)
Strange Evidence è un film del 1933 diretto da Robert Milton.

## Produzione
Il film - conosciuto anche con il titolo Dance of the Witches - fu prodotto dalla London Film Productions.

## Distribuzione
Distribuito dalla Paramount British Pictures, uscì nelle sale cinematografiche britanniche nel gennaio 1933.